# Revolta de les quinzenades
La revolta de les quinzenades fou una insurrecció popular de grans dimensions contra les tropes de les Dues Corones borbòniques durant els mesos de gener i febrer de 1714, en plena guerra dels catalans.
El detonant de la revolta va ser la imposició d'una contribució de guerra, les quinzenades. Aquest nou impost era abusiu i els pagesos que no el podien pagar s'exposaven a represàlies per part dels soldats que realitzaven els cobraments. Aquestes accions van desencadenar una sèrie d'emboscades i atacs contra els borbònics per part dels sometents d'una gran part de pobles de la Catalunya interior.
Per combatre aquesta insurrecció el duc de Pòpuli ordenaria l'ús del terror per reprimir els ciutadans que s'havien aixecat en armes, sovint cremant pobles sencers. Per escapar-se'n, els pagesos acabarien fugint als boscos, provocant una reducció dràstica dels ingressos a les arques borbòniques.

## Antecedents
A començaments de 1713, a Catalunya, l'exèrcit del duc de Pòpuli era d'uns 25.000 soldats, majoritàriament espanyols. El gruix d'aquesta força estava destinada al setge de Barcelona, però una part també es dedicava a sufocar les revoltes a l'interior.
La impossibilitat de fer cedir els dos principals bastions de resistència catalans, Barcelona i Cardona, va provocar que els francesos enviessin un gran contingent militar de 30.000 homes, arribant així l'exèrcit de les Dues Corones als 55.000 homes. Però un exèrcit tan gran desplegat representava una despesa excepcional. Per fer-hi front, a finals de 1713, l'enviat especial del Rei Sol i Ministre de Finances i Secretari d'Hisenda d'Espanya, Jean Orry, va crear un nou impost, les quinzenades.
Aquesta contribució de guerra obligava a Catalunya a pagar 750.000 pesos, una suma molt per sobre de les capacitats fiscals que hi havia aleshores. El pagament s'havia de fer de forma fraccionada cada quinze dies, per això se'ls anomenà quinzenades. Pels ciutadans de l'època el nou tribut es va rebre com a totalment desproporcionat. A més a més, el mecanisme de recaptació el duien a terme soldats fet que provocava tota mena de conflictes amb els vilatans, especialment els morosos.

## La insurrecció
El malestar generat tant pel nou impost com per la violència que desencadenava no va tardar a esclatar. La primera vila a revoltar-se fou Sant Martí Sarroca, el 4 de gener de 1714. En negar-se a pagar, 150 granaders van ser enviats a la població des de Vilafranca del Penedès. El sometent local va preparar una emboscada a la dotació de soldats que pretenia realitzar el cobrament de les quinzenades i en va matar diversos.
Aquesta revolta de seguida va repetir-se a diferents comarques de Catalunya: l'Anoia, el Baix Llobregat, el Solsonès, el Lluçanès, el Bages, el Berguedà i la Selva. Tot i que no hi havia cap coordinació directa, sovint els insurrectes tenien el suport de l'Exèrcit de Catalunya de l'interior, comandant pel marquès del Poal. En alguns casos hi participaven soldats reglats de l'exèrcit català, altres vegades es proporcionava pólvora o informació als sometents i de vegades no hi havia cap suport directe, però els rumors dels altres combats animaven als propis locals a unir-se a la insurrecció.

### La revolta s'estén
El següent poble a revoltar-se, entre el 8 i l'11 de gener de 1714, va ser Caldes de Montbui, que va girar-se en contra de la seva guarnició, la va fer presonera i van ser enviats com a presos a la fortalesa de Cardona. Segons el marquès del Poal, es van fer presoners 80 dragons i els seus oficials. Dos dies després el comte de Montemar organitzaria una expedició de càstig amb 1.000 infants i 1.000 cavalls i el 13 de gener cremaria la vila després de fer executar els cabdills de la revolta.

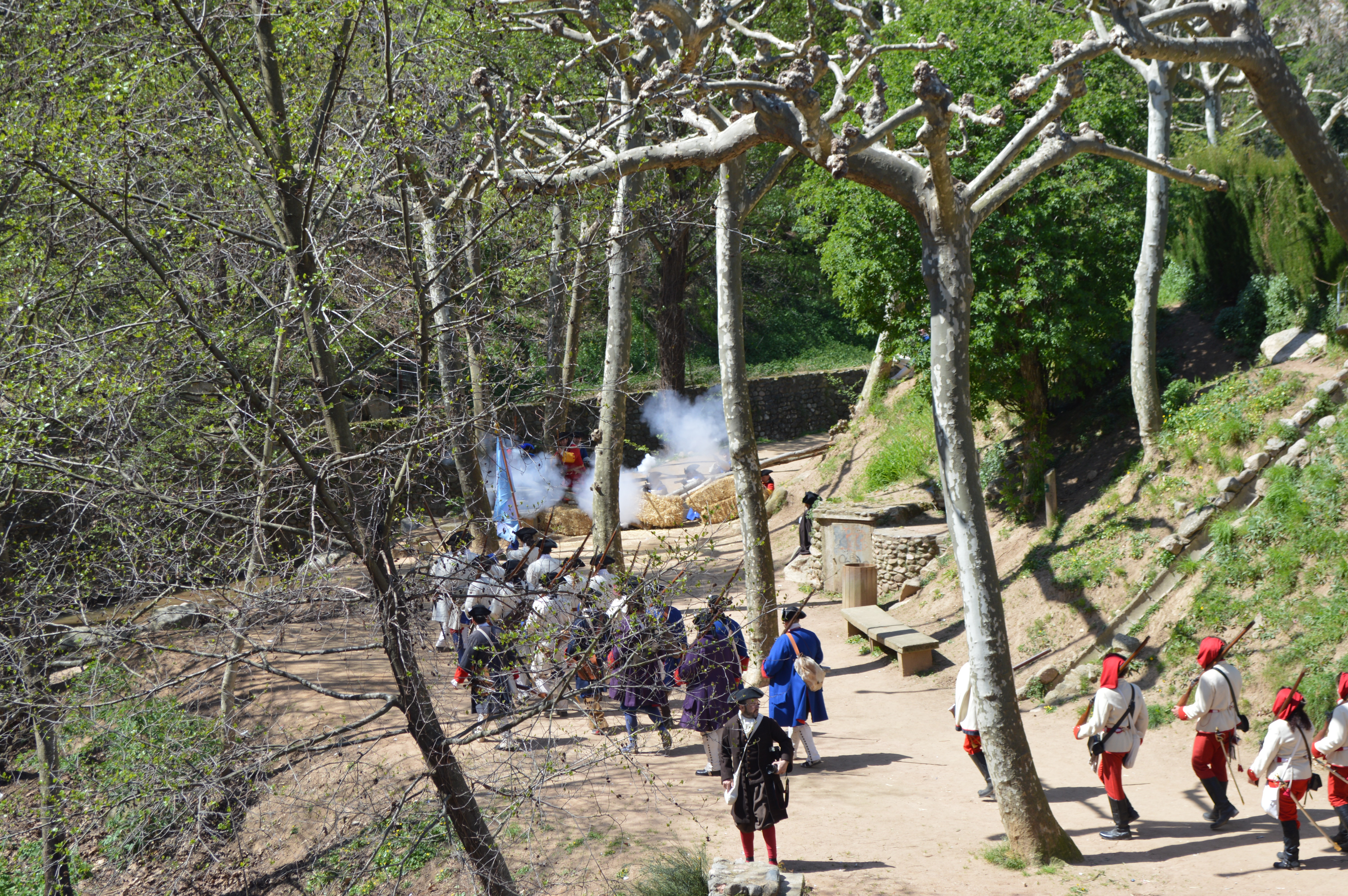
Reconstrucció històrica de l'emboscada realitzada als borbònics durant la recreació del combat d'Arbúcies de l'any 2015.

Paral·lelament, l'11 de gener, van arribar a Balsareny el regiment de Lleó, comandat pel coronel Palomino i van ocupar la vila. En saber-ne la notícia, el coronel Ferrer, juntament amb els 300 homes del seu regiment i sometents de la rodalia, van anar a cercar l'enfrontament. El 14 de gener arribarien el poble i es lliuraria el Combat de Balsareny, que va acabar amb victòria catalana fent presoners els homes de Palomino. Com a represàlia dues columnes a les ordres del brigadier José Vallejo Iturrizarra cremarien el poble. En venjança pels morts a Balsareny, els presoners de Palomino van ser executats durant la massacre de la Serra de Degollats.
Entre el 13 i el 14 de gener, el coronel de fusellers Miquel Santjoan amb l'ajuda dels sometents locals va aconseguir capturar els castells de Castellví de Rosanes i de Corbera. Per reprendre aquestes posicions els borbònics van organitzar 2.300 homes i 300 dragons de la reina que el 21 iniciarien un atac al Castell de Castellví. El dia 23, després d'una dura resistència per part dels sometents que ocasionaria 360 baixes als borbònics, els defensors supervivents abandonarien el castell.
També el dia 14 de gener, entre el Montseny i les Guilleries, els sometents d'Arbúcies, Espinelves, Sant Hilari Sacalm i Viladrau emboscarien i derrotarien dues columnes borbòniques formades per 610 infants dels regiments de Nieuwpoort i Oostende i 130 genets de la guarnició d'Hostalric en l'anomenat Combat d'Arbúcies. Durant el combat els catalans encerclarien als borbònics i els provocarien 500 baixes, patint només 7 morts i 17 ferits.
A mitjans de gener la revolta també va arribar a l'Alt Urgell. A Oliana, poble natal de Ramon de Vilana-Perles, van assetjar dins de la vila al regiment borbònic de Guipúscoa, comandat pel coronel Carlos de Areyzaga, i des de Peramola els van enviar homes a ajudar-los. Els borbònics bascs estaven al límit de la subsistència, ja que els assetjants van capturar i degollar l'escorta d'un comboi que els duia provisions des de Cervera. Després de 9 dies encerclats estaven a punt de cedir, però el dia 24 de gener va arribar just a temps el brigadier Vallejo que va aconseguir desfer el setge i fugir. Durant la fugida van passar per Peramola, on va incendiar la vila i va fer penjar els defensors del poble que es van resistir després de ganivetejar-los. Hostilitzats mentre es retiraven cap a Solsona, van ser atacats 3 cops pels catalans, que van perdre 8 homes, presoners que van ser penjats per Vallejo.

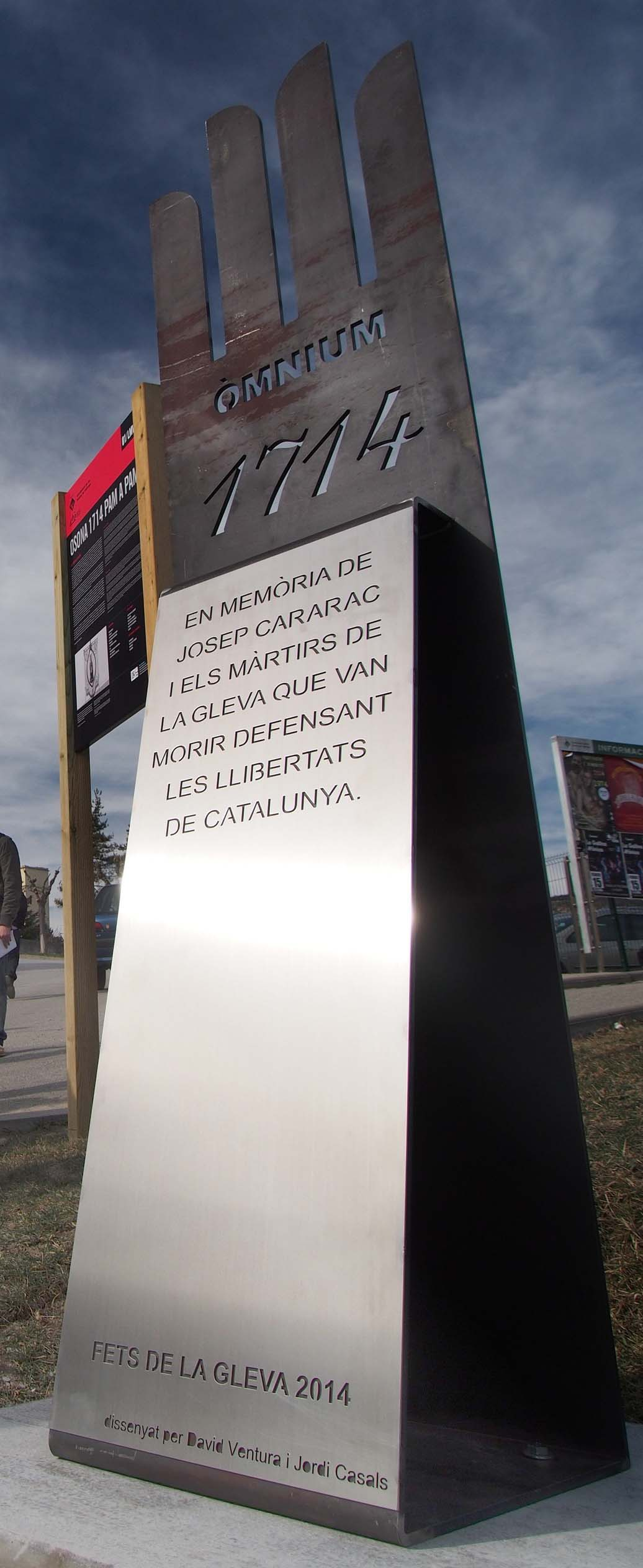
Memorial de guerra pels màrtirs de La Gleva (1714). Patrocinat per Òmnium Cultural i dissenyat per David Ventura i Jordi Casals, hi ha la inscripció següent: «En memòria de Josep Cararac i els màrtirs de La Gleva que van morir defensant les Llibertats de Catalunya. Fets de La Gleva 2014.»

Entre el 12 i 19 de gener, a Súria, diverses persones moririen de forma violenta, segurament relacionats amb la revolta de les quinzenades.
També durant el gener del 1714 els recaptadors borbònics anaren a Sant Hipòlit de Voltregà. Els sometents locals es van enfrontar als cobradors i els van prendre 89 cavalls. Els borbònics aviat van preparar una resposta, i el 3 de febrer s'esdevindrien els fets de la Gleva, on 100 soldats catalans serien massacrats.
A primers de febrer, alguns fusellers i sometents catalans generalment de Calaf, Torà i pobles de l'alta Segarra amb el lideratge d'Anton Torras de Bages van provar d'assetjar la guarnició borbònica de Manresa, que es va refugiar a les esglésies. El dia 10 de febrer van contraatacar i van matar uns quants catalans, que van rebre el suport dels combatents de Cardona, però havent-se de retirar finalment.

### El suport des de Cardona
Durant la insurrecció, el marquès del Poal, comandant de l'Exèrcit de Catalunya de l'interior, va donar suport amb més o menys mesura als enfrontaments de les zones d'Igualada, Oliana, Solsona, Berga, Manresa i Sant Hipòlit de Voltregà. Aquest suport s'enviava en forma de pólvora o oficials que organitzaven i dirigien els sometents locals. Sovint també, els presoners de guerra capturats pels sometents, tinguessin suport o no de l'Exèrcit de Catalunya, van ser enviats a la fortalesa de Cardona.
A més a més, va organitzar diferents sortides des de Cardona durant el gener de 1714. Durant aquestes maniobres van entaular combat amb 200 borbònics a Sarrateix i amb 130 fusellers al castell de Navès comandats per Po de Jafre.
El 15 de febrer el marquès del Poal va desplegar el seu exèrcit a Castellterçol mentre que el comte de Montemar, amb 3.000 homes es va instal·lar a Moià, on també saquejaria i cremaria alguns habitatges.
En aquesta zona Antoni Desvalls i el comte de Montemar dirigirien algunes escaramusses. El 16 de febrer, els borbònics es van dirigir cap a Castellterçol però van ser repel·lits pels catalans.

### El suport des de Barcelona
El 8 de febrer, en resposta a una de les cartes amb peticions de suport del marquès del Poal, Antonio de Villarroel va decidir enviar uns 200 soldats de cavalleria amb alguns oficials del regiment de Sant Jaume sota el comandament del coronel Antoni Puig i Sorribes. A l'expedició també s'hi sumarien alguns fusellers dels capitans Badia, Adjutori Segarra i del Penjadet.
Sortint sense gaires problemes, esquivant el cordó borbònic, pel baluard de Llevant van dirigir-se cap a Cardona amb l'objectiu de col·laborar amb l'aixecament tot aixecant la moral militar dels combatents de l'interior. Van trobar-se amb tropes del coronel Amill al Vallès.

## Conseqüències
La gran majoria de les viles que es van revoltar van ser atacades i incendiades posteriorment, i amb extrema violència, per les tropes borbòniques. Això es devia a les ordres del duc de Pòpuli que per sufocar la insurrecció deia: 
| «               | era preciso usar del hierro y del fuego para cauterizar a miembros tan dañados. | » |
| — duc de Pòpoli |                                                                                 |   |

Entre d'altres es van incendiar: Torelló, Arbúcies, Espinelves, Viladrau, Sant Hipòlit de Voltregà, Moià, Prats de Lluçanès, Peramola… Entre els mesos de febrer i març de 1714 es comptabilitzarien centenars d'accions de terror per tot Catalunya.
Això, juntament amb la imposició de les quinzenades, va provocar que bona part dels pagesos fugissin amb les seves pertinences a les muntanyes, reduint els ingressos que es pretenien cobrar amb el nou impost.
A més a més, la revolta va obligar a divergir forces del setge de Barcelona cap a l'interior per cobrar les quinzenades, dirigir la repressió i defensar-se dels homes que continuaven guerrejant.